# Banyallarga argentinica
Banyallarga argentinica är en nattsländeart som beskrevs av Oliver S. Flint Jr. 1983. Banyallarga argentinica ingår i släktet Banyallarga och familjen Calamoceratidae. Inga underarter finns listade i Catalogue of Life.